# Marjoleine Boonstra
 (octobre 2018).
Marjoleine Boonstra, née le 11 octobre 1959 à Groningue, est une réalisatrice néerlandaise.

## Filmographie
- 1998 : Ulay - In Photography[2]
- 2004 : Haven, Roaming Through the Night[3]
- 2010 : Kids Rights: Alexandra
- 2011 : Among Horses and Men[4]
- 2012 : Keep on Steppin
- 2014 : Kurai Kurai - Verhalen met de wind[5]
- 2016 : The Silence of Mark Rothko[6]
- 2018 : Spiegeldromen